# Corelli Collard Field
Corelli Collard Field, né le 5 octobre 1830 et mort le 2 février 1898, est un homme d’affaires ainsi qu'une personnalité politique de la province de l’Ontario au Canada. Il représente Northumberland Ouest à l'Assemblée législative de l'Ontario de 1886 à 1898 en tant que député du parti libéral.

## Biographie
Il est né à Tavistock, Devonshire, Angleterre en 1830, fils de John Field, et est amené dans la ville de Cobourg, Haut-Canada par ses parents en 1834 (il a 4 ans). Il dirige un magasin général à Cobourg en partenariat avec son frère John Collard. Field siège au conseil scolaire public, et pendant dix ans au sein du conseil municipal et est le maire de Cobourg. Il est également commissaire du Cobourg Town Trust.
Sa sœur Myra Jane épouse William Kerr, qui représente Northumberland West au parlement fédéral. Puis, Field est décédé en 1898 à Cobourg.
Le canton géographique de Field et le village de Field dans le district de Nipissing, présentement la municipalité du Nipissing Ouest, sont nommés en son honneur.